# Дворец спорта (Ростов-на-Дону)
ЗСК «Спорт-Дон» — спортивный комплекс, расположенный в городе Ростов-на-Дону, был открыт 20 октября 1967 года.
Одно из самых крупных спортивных сооружений Юга России.Построен в 1967 году по типовому проекту 1956 года (Типовой проект № 2С-09-35 (140-69) "Закрытый демонстрационный каток", архитекторы М.А. Аристов, Ю.А. Регентов, инженер С.Н. Бадмаева. Проектный институт Союзспортпроект.), был построен в рекордные сроки — всего за год. На тот момент построенный Дворец спорта входил в пятерку лучших спортивных сооружений СССР.
Адрес: Россия, г. Ростов-на-Дону, Халтуринский переулок, 103

## Описание
Главная спортивная арена, площадью 2800 кв. м., имеет возможность без ущерба для качества льда, в течение нескольких часов, преобразовать ледовую арену в концертный зал. Вместимость зрелищно-спортивного комплекса составляет 4000 зрителей — вариант со льдом и 5000 зрителей — спортивный и концертный варианты.
За время существования Дворца спорта на соревнованиях побывало около 50 млн зрителей.
Дворец спорта является домашней ареной хоккейного клуба «Ростов» и женского гандбольного клуба «Ростов-Дон».
В ближайшее время планируется закрытие для реконструкции.

## История
Возведение здания Дворца спорта в Ростове-на-Дону имеет несколько мрачную историю. Известно, что до постройки Дворца на его месте располагалось Новопоселенское городское кладбище, на котором были захоронены многие известные жители города и часть из них до сих пор лежит там. Первое упоминание о кладбище относится ещё к 1785 году. Осенью 1868 года на месте кладбища была возведена новая каменная церковь Всех Святых. При советской власти в 1930-х годах кладбище было снесено как «наследие буржуазного прошлого», а в 1966 году закрыли и храм, который затем был взорван.
В 1960-х годах началась постройка Дворца спорта, причём место стройки было ограждено забором от местных жителей.
Торжественное открытие Ростовского Дворца спорта состоялось 20 октября 1967 года. 23 февраля 1986 года при Дворце был открыт учебно-спортивный корпус «Снежинка», которая в 2004 году получила статус школы по зимним видам спорта, став единственной в своём роде в Южном федеральном округе на сегодняшний день.
В декабре 2003 года во Дворце спорта также был открыт ледовый каток.
В октябре 2018 года во Дворце спорта были проведены открытие и закрытие 59-го Всероссийского слёта студенческих отрядов.